# Korsør Skov
Korsør Skov (Korsør Lystskov), skovområde beliggende ca. tre km øst for Korsørs centrum.
Skoven er en blanding af produktionsskov og rekreative områder. Den strækker sig mellem Korsør Nor og Storebæltskysten.
I skoven findes flere fortidsminder.
- Langdysse [1]
- Kistegrav[2]
- Runddysse[3]